# Geelvinstraatveger
De geelvinstraatveger (Lethrinus erythracanthus) is een straalvinnige vissensoort uit de familie van straatvegers (Lethrinidae). De wetenschappelijke naam van de soort is voor het eerst geldig gepubliceerd in 1830 door Valenciennes.